# 大森重宜
大森 重宜（おおもり しげのり、1960年（昭和35年）7月9日 - ）は、日本の神職、陸上競技選手である。早稲田大学教育学部、國學院大學文学部神道学科卒、日本体育大学大学院修士課程修了。
「世界一足の速い神主」と言われ、石川県七尾市にある大地主神社の宮司である。

## 経歴・人物
1960年（昭和35年）7月、石川県七尾市出身。七尾市立東部中学校に陸上競技を始め、中学時代は100mハードルで活躍。星稜高等学校に進学すると、110mジュニアハードル、400mハードル、五種競技を専門とする。
高校2年時には400mハードルでインターハイに出場。3年時には決勝進出を果たすも1台目で転倒（棄権せず完走）。NHKの中継で解説を務めていた渡部近志が「1台目で転倒はしたが将来が楽しみ」と語った。同年の日本選手権で高校生ながら5位入賞しジュニアオリンピックで初の全国制覇を果たす。
早稲田大学教育学部に進学すると共に、早稲田大学競走部に入り、400mハードルの選手として活躍、1984年ロサンゼルスオリンピック日本代表選手に選出され、400m障害、4×400mリレーに出場した。
その後、実家の大地主神社を継承するべく國學院大學に入学し、神道を学んだ。一方ではコーチング理論を学ぶ為に日本体育大学大学院、早稲田大学大学院博士課程（スポーツ人類学）にも進んでいる。スポーツ科学博士。
現在は大地主神社宮司を務める傍ら、金沢星稜大学人間科学部教授に就任し、スポーツ人類学、コーチング論、スポーツ科学概論を担当している。陸上競技指導者としては2000年シドニーオリンピック、2004年アテネオリンピック陸上競技日本代表コーチを務めており、日本オリンピック委員会選手育成強化スタッフの一員としても活動している。

## 逸話
少年時代は「神主になりたくなかった」が、父親から「実家を継ぎたくないならオリンピックに出てみろ」と言われて早稲田大学に進学したという。

## 主要大会成績

### 国際大会
| 年                               | 大会                        | 場所         | 種目    | 結果   | 記録            | 備考         |
| -------------------------------- | --------------------------- | ------------ | ------- | ------ | --------------- | ------------ |
| 1981                             | 第4回アジア選手権           | 東京         | 400mH   | 2位    | 50秒71          |              |
| 1981                             | 第4回アジア選手権           | 東京         | 4x400mR | 優勝   | 3分07秒06 (3走) |              |
| 1981                             | 第11回ユニバーシアード (en) | ブカレスト   | 400m    | 準決勝 | 48秒64          |              |
| 1981                             | 第11回ユニバーシアード (en) | ブカレスト   | 400mH   | 準決勝 | 51秒73          |              |
| 1982                             | 第9回アジア大会             | ニューデリー | 400mH   | 2位    | 50秒83          |              |
| 1982                             | 第9回アジア大会             | ニューデリー | 4x400mR | 優勝   | 3分06秒75 (2走) |              |
| 1983                             | 第12回ユニバーシアード (en) | エドモントン | 400mH   | 決勝   | DNF             | 準決勝50秒71 |
| 1983                             | 第12回ユニバーシアード (en) | エドモントン | 4x400mR | 予選   | 3分08秒89 (3走) | 決勝進出     |
| 1983                             | 第5回アジア選手権           | クウェート   | 400mH   | 2位    | 50秒69          |              |
| 1984                             | 第23回オリンピック          | ロサンゼルス | 400mH   | 予選   | 50秒14          |              |
| 1984                             | 第23回オリンピック          | ロサンゼルス | 4x400mR | 準決勝 | 3分10秒73 (1走) |              |
| 1985                             | 第13回ユニバーシアード (en) | 神戸         | 400mH   | 予選   | 51秒41          |              |
| 1987                             | 第7回アジア選手権           | シンガポール | 400mH   | 優勝   | 50秒09          |              |
| 1987                             | 第2回世界選手権             | ローマ       | 400mH   | 予選   | 51秒20          |              |
| 『日本陸上競技連盟七十年史』参照 |                             |              |         |        |                 |              |

### 日本選手権
- 6位以内の成績を収めた大会を記載

| 年                               | 大会             | 種目  | 結果 | 記録   | 備考 |
| -------------------------------- | ---------------- | ----- | ---- | ------ | ---- |
| 1978                             | 第62回日本選手権 | 400mH | 5位  | 53秒05 |      |
| 1979                             | 第63回日本選手権 | 400mH | 5位  | 52秒69 |      |
| 1980                             | 第64回日本選手権 | 400mH | 3位  | 51秒51 |      |
| 1981                             | 第65回日本選手権 | 400mH | 優勝 | 51秒25 |      |
| 1982                             | 第66回日本選手権 | 400mH | 優勝 | 50秒68 |      |
| 1983                             | 第67回日本選手権 | 400mH | 2位  | 50秒75 |      |
| 1984                             | 第68回日本選手権 | 400mH | 3位  | 52秒11 |      |
| 1985                             | 第69回日本選手権 | 400mH | 優勝 | 50秒93 |      |
| 1987                             | 第71回日本選手権 | 400mH | 2位  | 50秒35 |      |
| 1988                             | 第72回日本選手権 | 400mH | 2位  | 51秒08 |      |
| 1989                             | 第73回日本選手権 | 400mH | 6位  | 52秒42 |      |
| 『日本陸上競技連盟七十年史』参照 |                  |       |      |        |      |

## 脚註
1. ↑  金沢にいた!「私は世界最速の神主」 スポーツニッポン 2010年4月15日閲覧
2. ↑  決勝は未出場。決勝の日本は3分05秒28で4位
3. ↑  日本陸上競技連盟七十年史編集委員会「競技会記録 / 国際競技会」『日本陸上競技連盟七十年史』、ベースボール・マガジン社、1995年9月4日発行 エラー: 日付が正しく記入されていません。（説明）、1061-1123頁。
4. ↑  日本陸上競技連盟七十年史編集委員会「競技会記録 / 日本選手権大会」『日本陸上競技連盟七十年史』、ベースボール・マガジン社、1995年9月4日発行 エラー: 日付が正しく記入されていません。（説明）、869-946頁。